# Kernling
Le kernling B  est un cépage blanc de cuve allemand, de création récente.

## Origine et répartition géographique
Le kernling  est une mutation du cépage kerner découverte par Ludwig Hochdörfer à Nussdorf dans le Palatinat. Le cépage fait partie de la liste des classements de cépages pour la production de vin suivant l’Article 20 du règlement (CE) no 1227/200.
Le cépage est autorisé dans de nombreux Länder en Allemagne. Le cépage est faiblement multiplié et la superficie plantée est de 19 hectares en 2001.

## Caractères ampélographiques
- Extrémité du jeune rameau cotonneux blanc
- Feuilles adultes, à 3 lobes, un sinus pétiolaire en lyre fermée, à bords superposés.

## Aptitudes culturales
La maturité est de deuxième époque moyenne: 15   jours après  le chasselas.

## Potentiel technologique
Les grappes sont moyennes et les baies sont de taille moyenne à grosse. La grappe est cylindrique et compacte. Le cépage est de bonne vigueur et d’une productivité régulière.

## Synonymes
(Pas connus.)